# Polka-Mazurka champêtre
Die Polka-Mazurka champêtre ist eine Polka-Mazurka von Johann Strauss (Sohn) (op. 239). Das Werk wurde im Sommer 1860 entweder in Pawlowsk oder in St. Petersburg erstmals aufgeführt.

## Einzelnachweis
1. ↑  Quelle: Englische Version des Booklets (Seiten 89 und 131) in der 52 CDs umfassenden Gesamtausgabe der Orchesterwerke von Johann Strauß (Sohn), Hrsg. Naxos (Label). Die erste Version des Werks ist als sechster Titel auf der 33. CD und die zweite Fassung als erster Titel auf der 51. CD zu hören.